# 粗距毛翠雀花
粗距毛翠雀花（学名：Delphinium trichophorum var. platycentrum）为毛茛科翠雀属下的一个变种。

## 扩展阅读
- 維基物種上的相關：粗距毛翠雀花